# Антимоніт
Антимоні́т, стибніт — мінерал, трисульфід стибію ланцюжкової будови. Головна руда стибію. 
Синоніми: антимоніт, блиск стибієвий, блиск стибієвий сірий, стибніт.

## Етимологія та історія
Від лат. назви хім. елементу стибію. (Bödan, 1832; J.D.Dana, 1854). 

## Опис
Хімічна формула: Sb2S3. Sb — 71,5 %.
Домішки — As, Hg, Ag, Au, Pb, Bi, Fe, Cu.
Сингонія ромбічна. Кристали стовпчасті, голчасті. Густина 4,51-4,66. Твердість 2. Колір і риса свинцево-сірі. Блиск металічний.
Спайність по (010). При вивітрюванні утворюється стибієва вохра.

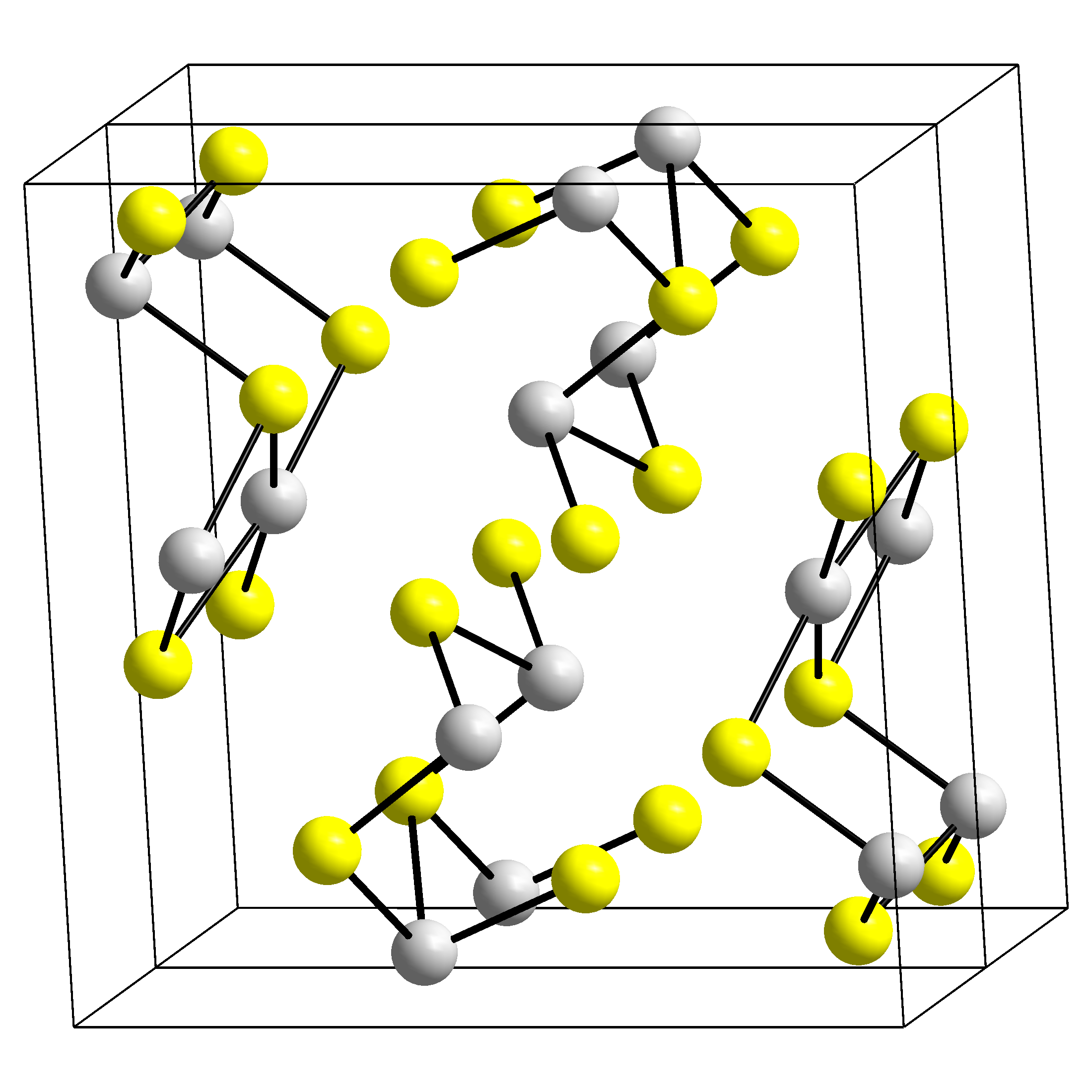
Структура

Важливий мінерал гідротермальних антимоніт-кварцових жил на стибій-ртутних родовищах. Знаходиться разом з кіновар’ю, реальгаром, аурипігментом, шеєлітом, кварцом, флюоритом, баритом та ін.

## Поширення
Зустрічається разом з кіновар'ю, флюоритом, кварцом, кальцитом, каолінітом, ґаленітом, сфалеритом, баритом, реальгаром, аурипігментом. Мінерал низькотемпературних гідротермальних жил і відкладів гарячих джерел. Часто зустрічається з самородним золотом. 
Головні знахідки: Санкт-Андреасберґ та Вольфсберґ (Гарц), шахта Каспарі (Північна Рейн-Вестфалія), Фрайберґ (Саксонія), ФРН; Кремніц і Магурка (Словаччина), Лілєшов (Чехія), Бая-Спріє (Румунія), Віолє і Неронд (Франція), Джебель-Хамімат (Алжир), Іврінді (Туреччина), Саравак (о. Калімантан, Малайзія), Сігуаньшань (Китай).
В Україні є на Донбасі та на Закарпатті.